# Керол Голлувей
Керол Голлувей (англ. Carol Holloway; 30 квітня 1892 — 3 січня 1979) — американська акторка з епохи німого кіно. Зіграла в 129 фільмах між 1914 і 1941 роками.

## Життєпис
Народилася у Вільямстауні, Массачусетс, в родині вчительки, яка з'являлася на Бродвеї у період з лютого 1911 і березня 1912 року в п'єсі «Кожна жінка». Спочатку працювала в Lubin Studios, а в 1917 році підписала контракт з Vitagraph Studios, де знімалася в кіносеріалах, а пізніше у вестернах.
Голлувей була однією з найактивніших і спортивних акторок німого кіно, однак з 1938 її кар'єра практично закінчилася. Останнім фільмом був «Непіддатлива Канарка» (англ. The Hard-Boiled Canary, 1941).
Керол Голлувей також написала сценарій для двох короткометражних фільмів для Universal Pictures: «Посмішка Вовка» (1927) і «The Shoot'Em Up Kid» (1916).
Померла Керол Голлувей у Лос-Анджелесі, штат Каліфорнія, у 86 років. Похована на цвинтарі Pierce Brothers Valhala Memorial Park.

## Фільмографія
- Джентльмен на відпочинку / A Gentleman of Leisure (1915)
- Помста і жінка / Vengeance and the Woman (1917)
- Бойовий слід / The Fighting Trail (1917)
- Залізний тест / The Iron Test (1918)
- Небезпека з громової гори / The Perils of Thunder Mountain (1919)
- «Якщо тільки» Джим / «If Only» Jim (1920)
- Йолоп / The Saphead (1920)
- Малий Рамблін / The Ramblin' Kid (1923)
- Красунчик Браммел / Beau Brummel (1924)
- Хресне знамення / The Sign of the Cross (1932)
- Аварійна команда / Emergency Squad (1940)
- Непіддатлива Канарка / The Hard-Boiled Canary (1941)